# Carex × abortiva
Carex abortiva là một loài thực vật có hoa lai ghép thuộc họ Cói. Chúng là kết quả lai giữa C. brunnescens và C. canescens. Loài này được Holmb. mô tả khoa học đầu tiên năm 1929.